# Calymperopsis
Calymperopsis là một chi rêu trong họ Calymperaceae.